# Wildness
Wildness is het zevende studioalbum van de Noord-Ierse-Schotse rockband Snow Patrol. Het album is gelanceerd op 25 mei 2018. Het is hun eerste album met Johnny McDaid als volledig lid van de band, na zijn deelname als gastmuzikant op het album Fallen Empires.